# Église Saint-Martin de Colombé-le-Sec
L'église Saint-Martin est une église située à Colombé-le-Sec, dans l'Aube, en France.

## Description

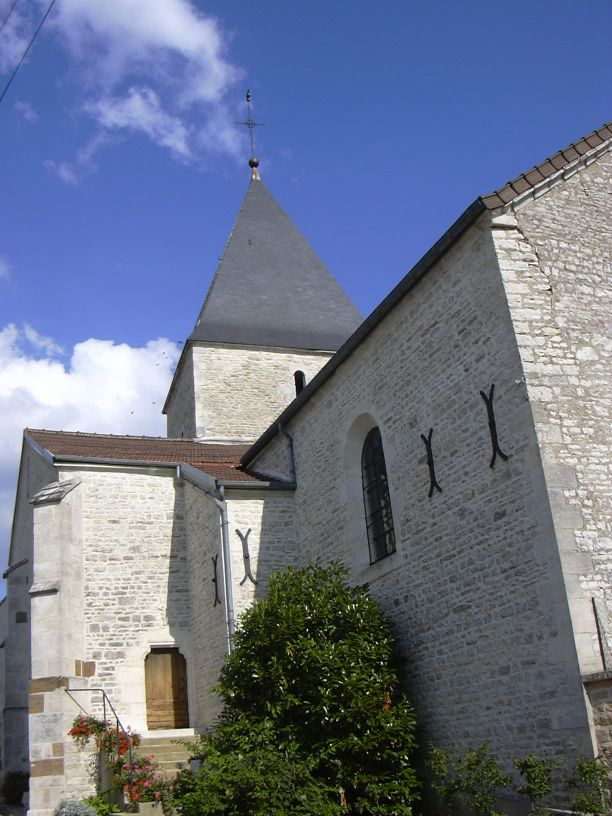
Autre vue.

## Localisation
L'église est située sur la commune de Colombé-le-Sec, dans le département français de l'Aube.

## Historique
L'édifice est inscrit au titre des monuments historiques en 1926.